# Mistrzostwa Polski w Narciarstwie Alpejskim 2013
Mistrzostwa Polski w Narciarstwie Alpejskim 2013, właśc. Międzynarodowe Mistrzostwa Polski w Narciarstwie Alpejskim 2013 – 80. edycja mistrzostw, która odbyła się w międzynarodowej obsadzie się na Skrzycznem w Szczyrku w dniach 22–24 marca 2013 roku.

## Medaliści

### Mężczyźni
| Konkurencja   | Złoto                             | Wynik   | Srebro                                | Wynik   | Brąz                           | Wynik   |
| ------------- | --------------------------------- | ------- | ------------------------------------- | ------- | ------------------------------ | ------- |
| Slalom gigant | Maciej Bydliński AZS-AWF Katowice | 2:22,33 | Jakub Kłusak AZS Zakopane             | 2:23,72 | Jakub Ilewicz AZS-AWF Katowice | 2:23,80 |
| Slalom        | Jakub Ilewicz AZS-AWF Katowice    | 1:59,92 | Michał Jasiczek SNA Ski Team Zakopane | 2:00,95 | Michał Kałwa AZS-AWF Katowice  | 2:02,15 |
| Supergigant   | Maciej Bydliński AZS-AWF Katowice | 1:14,12 | Michał Kałwa AZS-AWF Katowice         | 1:14,64 | Paweł Starzyk SN PTT Zakopane  | 1:15,89 |
| Kombinacja    | Maciej Bydliński AZS-AWF Katowice | 2:05,73 | Michał Kałwa AZS-AWF Katowice         | 2:07,37 | Jakub Kłusak AZS Zakopane      | 2:10,33 |

### Kobiety
| Konkurencja   | Złoto                                       | Wynik   | Srebro                                      | Wynik   | Brąz                                  | Wynik   |
| ------------- | ------------------------------------------- | ------- | ------------------------------------------- | ------- | ------------------------------------- | ------- |
| Slalom gigant | Agnieszka Gąsienica-Daniel AZS-AWF Katowice | 2:24,94 | Karolina Chrapek AZS-AWF Katowice           | 2:27,25 | Maryna Gąsienica-Daniel Śmig Zakopane | 2:27,42 |
| Slalom        | Aleksandra Kluś Poroniec Poronin            | 1:52,28 | Agnieszka Gąsienica-Daniel AZS-AWF Katowice | 1:54,00 | Anna Berezik AZS Zakopane             | 1:58,09 |
| Supergigant   | Agnieszka Gąsienica-Daniel AZS-AWF Katowice | 1:16,92 | Aleksandra Kluś Poroniec Poronin            | 1:17,86 | Maryna Gąsienica-Daniel Śmig Zakopane | 1:18,13 |
| Kombinacja    | Agnieszka Gąsienica-Daniel AZS-AWF Katowice | 2:11,29 | Aleksandra Kluś Poroniec Poronin            | 2:11,83 | Sabina Majerczyk SPSZ Nowy Targ       | 2:14,04 |